# Leiostyla corneocostata
Leiostyla corneocostata es una especie de molusco gasterópodo de la familia Pupillidae en el orden de los Stylommatophora.
Su hábitat se encuentra en la vegetación de las laderas costeras, en zonas rocosas o en grietas de las rocas afectadas en la zona supralitoral.

## Distribución geográfica
Es endémica de Madeira y concretamente de Porto Santo, donde se localiza en un área de 6 km² al suroeste de la isla.